# Baratarna
Baratarna (erste Hälfte des 15. Jh. v. Chr.) war ein König von Mitanni und Zeitgenosse von König Idrimi von Alalaḫ, der sein Vasalle war. Auch das Königreich Kizzuwatna gehörte zu seinen Vasallen, so dass sich sein Reich vom Mittelmeer bis zur Stadt Terqa, wo er ebenfalls in Urkunden genannt wird, am mittleren Euphrat erstreckte. Von einigen Forschern wird Baratarana mit Parsatatar gleichgesetzt, der als Vater von König Sauštatar genannt wird.
Eine Urkunde aus Nuzi erwähnt die Kremation von König Barrattarna. Aus zeitlichen Gründen dürfte dieser ein späterer, vielleicht lokaler König gewesen sein.